# Wereldkampioenschappen schaatsen afstanden 2021 - 10.000 meter mannen
De 10.000 meter mannen op de wereldkampioenschappen schaatsen afstanden 2021 werd gereden op zondag 14 februari 2021 in het ijsstadion Thialf in Heerenveen, Nederland.
Titelverdediger was Graeme Fish die het toernooi echter oversloeg. De titel ging in een nieuw wereldrecord naar Nils van der Poel. Dit was het eerste wereldrecord op Thialf sinds 2007. Jorrit Bergsma en Aleksandr Roemjantsev flankeerden Van der Poel op het podium.

## Uitslag
| #      | Schaatser             | Land                  | Tijd        |
| ------ | --------------------- | --------------------- | ----------- |
| Goud   | Nils van der Poel     | Zweden                | 12.32,95 WR |
| Zilver | Jorrit Bergsma        | Nederland             | 12.45,86    |
| Brons  | Aleksandr Roemjantsev | Russian Skating Union | 12.54,74 pr |
| 4      | Davide Ghiotto        | Italië                | 12.57,23    |
| 5      | Roeslan Zacharov      | Russian Skating Union | 12.59,83 pr |
| 6      | Ted-Jan Bloemen       | Canada                | 13.08,25    |
| 7      | Patrick Roest         | Nederland             | 13.09,42    |
| 8      | Jordan Belchos        | Canada                | 13.11,08    |
| 9      | Patrick Beckert       | Duitsland             | 13.12,27    |
| 10     | Michele Malfatti      | Italië                | 13.13,88 pr |
| 11     | Peter Michael         | Nieuw-Zeeland         | 13.16,68    |
| 12     | Timothy Loubineaud    | Frankrijk             | 13.40,31    |

1996 · 
1997 · 
1998 · 
1999 · 
2000 · 
2001 · 
2003 · 
2004 · 
2005 · 
2007 · 
2008 · 
2009 · 
2011 · 
2012 · 
2013 · 
2015 · 
2016 · 
2017 · 
2019 ·
2020 ·
2021 ·
2023 ·
2024 ·
2025